# 牛斗山
牛斗山，是臺灣嘉義縣民雄鄉的一個傳統地域名稱，位於該鄉西南端。相較於今日行政區，其範圍大致為山中村不含西北端及西南端。

## 歷史
台灣日治初期，牛斗山地區為一街庄（舊制街庄），稱為「牛斗山庄」，隸屬於打貓南堡。該庄西北與三間厝庄為鄰，北邊一小段與田中央庄為鄰，東北與江厝店庄為鄰，東南一小段與頭橋庄為鄰，東南邊為牛稠溪庄，西南邊隔牛稠溪與水虞厝庄為界。
1901年（日治明治三十四年）11月11日，全台設置二十廳，該庄隸屬於嘉義廳。1904年（明治三十七年）2月15日，該庄編入「牛斗山區」，隸屬於嘉義廳。1909年（明治四十二年）10月25日，全台整併二十廳為十二廳，該庄仍隸屬於嘉義廳。1910年（明治四十三年）1月18日，各區管轄區域調整，該庄改隸屬於嘉義廳的「打貓區」。
1920年（大正九年）10月1日，全台廢十二廳改設五州二廳，該庄改制為「牛斗山」大字，隸屬於臺南州嘉義郡民雄庄（新制街庄）。
戰後民雄庄改制為民雄鄉，隸屬於臺南縣，大字亦改制為村。1950年（民國39年）10月25日，雲、嘉、南分治，民雄鄉改隸屬於嘉義縣。

## 聚落
本地區發展較早的聚落有牛稠山、牛斗山等，在日治期初期的官方地圖上已有記載。

## 交通
國道1號又稱「中山高速公路」，是台灣西部兩條縱向高速公路之一，經過本地中部略偏西地帶。最近的交流道在北側是縣道164號交會處的民雄交流道；在南側是縣道159號交會處的嘉義交流道。由此等可快速前往國道1號沿線各地。
縣道166號是東石至瑞里的道路，經過本地區南部的牛斗山、牛稠山兩聚落。由該道路（大方向）西行可前往新港鄉、六腳鄉、東石鄉，並止於縣道168號轉角路口；東行可前往竹崎鄉、梅山鄉的瑞里，並止於縣道162甲線路口。
鄉道嘉79線是民雄至牛斗山的道路。